# Decimus Iunius Pera
Pour les articles homonymes, voir Pera.
Decimus Iunius Pera, membre de la gens Iunia, est un homme politique romain du IIIe siècle av. J.-C., fils de Decimus Iunius Brutus Pera et père de Marcus Iunius Pera (consul en 230 av. J.-C.).
- En 266 av. J.-C., il est élu consul avec Numerius Fabius Pictor ; les deux consuls célèbrent deux triomphes à la suite de leurs succès dans la guerre contre les Salentins et les Messaniens[2].
- En 254 av. J.-C., lors des funérailles de leur père, il organise avec son frère Marcus sur le forum Boarium à Rome les premiers combats de gladiateurs, avec trois paires d'esclaves pour combattants[3],[4].
- En 253 av. J.-C., il est censeur, mais il abdique à la mort de son collègue Lucius Postumius Megellus.